# Svenska mästerskapen i längdskidåkning 1932
Svenska mästerskapen i längdskidåkning 1932 arrangerades i Östersund.

## Medaljörer, resultat

### Herrar
| Gren             | Guld              | Guld           | Silver                | Silver         | Brons          | Brons          |
| 15 km            | Inga tävlingar    | Inga tävlingar | Inga tävlingar        | Inga tävlingar | Inga tävlingar | Inga tävlingar |
| 30 km            | Per-Erik Hedlund  | Särna SK       | Otto Hultberg         | Bodens BK      | Oskar Gavelin  | Wilhelmina IK  |
| 50 km            | Hjalmar Bergström | Sandviks IK    | Johan Abraham Persson | Arjeplogs SK   | Olle Hansson   | Luleå SK       |
| Lagtävling 15 km | Inga tävlingar    | Inga tävlingar | Inga tävlingar        | Inga tävlingar | Inga tävlingar | Inga tävlingar |
| Lagtävling 30 km | Bodens BK         | Bodens BK      |                       |                |                |                |
| Lagtävling 50 km | Bodens BK         | Bodens BK      |                       |                |                |                |

### Damer
| Gren             | Guld            | Guld            | Silver           | Silver | Brons           | Brons       |
| 10 km            | Sigrid Nilsson  | Trångsvikens IF | Astrid Strömberg | Frösö  | Margit Franklin | Lycksele IF |
| Lagtävling 10 km | Domnarvets GoIF | Domnarvets GoIF |                  |        |                 |             |

### Webbkällor
- Svenska Skidförbundet